# Б'єлла
Б’єлла (італ. Biella, п'єм. Biela) — муніципалітет в Італії, у регіоні П'ємонт, столиця провінції Б'єлла.
Б’єлла розташовані на відстані близько 550 км на північний захід від Рима, 65 км на північний схід від Турина.

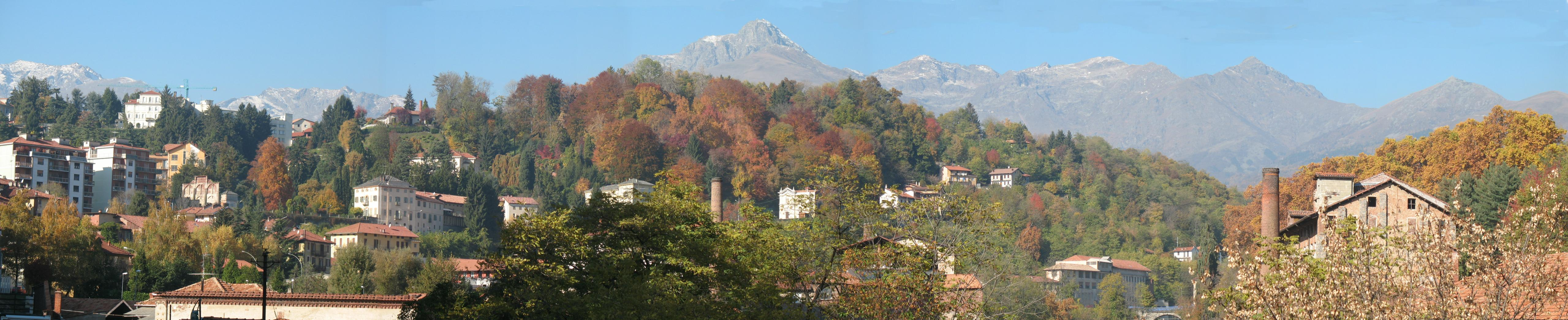

Населення — 45 016 осіб (2014). Щорічний фестиваль відбувається 26 грудня. Покровитель — святий Степан martire.

## Демографія
Населення за роками:

Станом на 1 січня 2023 року в муніципалітеті офіційно проживало 3779 іноземців з 107 країн, серед них 894 громадяни країн Євросоюзу та 173 громадяни України.

## Уродженці
- Альберто Джилардіно (*1982) — відомий італійський футболіст, нападник.

## Сусідні муніципалітети
- Андорно-Мікка
- Кандело
- Фонтенмор
- Гальяніко
- Окк'єппо-Інферіоре
- Окк'єппо-Суперіоре
- Петтіненго
- Поллоне
- Пондерано
- Пралунго
- Ронко-Б'єллезе
- Сальяно-Мікка
- Сордеволо
- Толленьо
- Вільяно-Б'єллезе
- Цумалья

## Галерея зображень

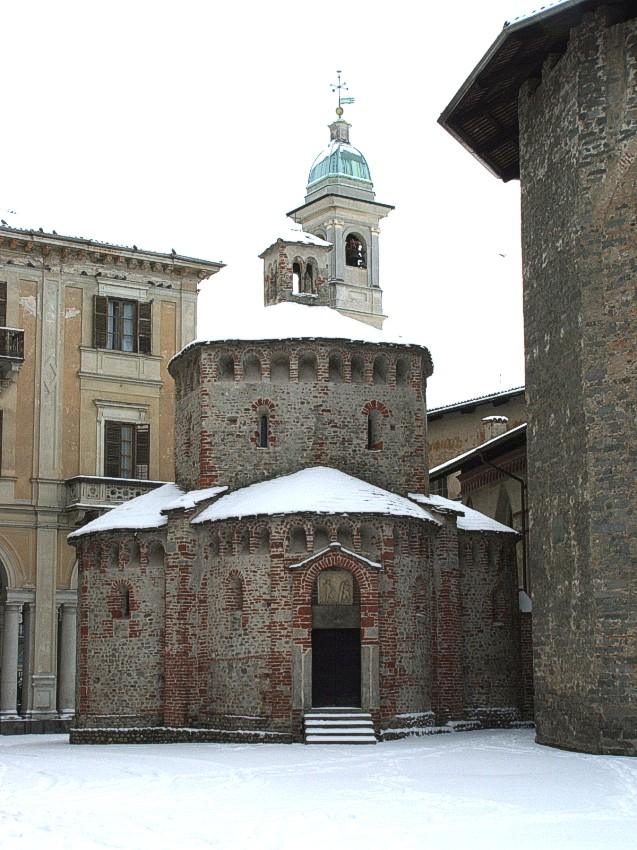
Il battistero
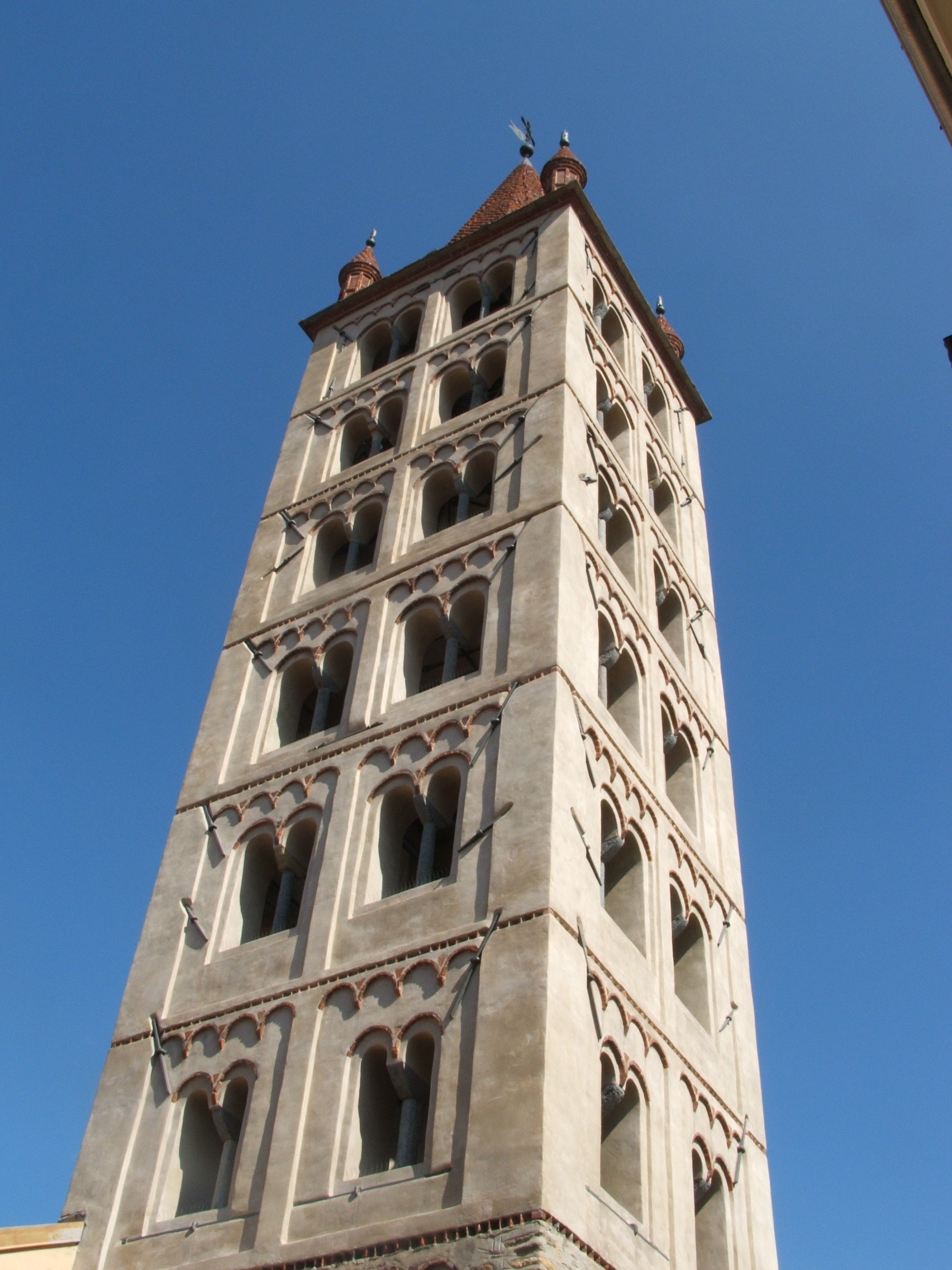
Il campanile
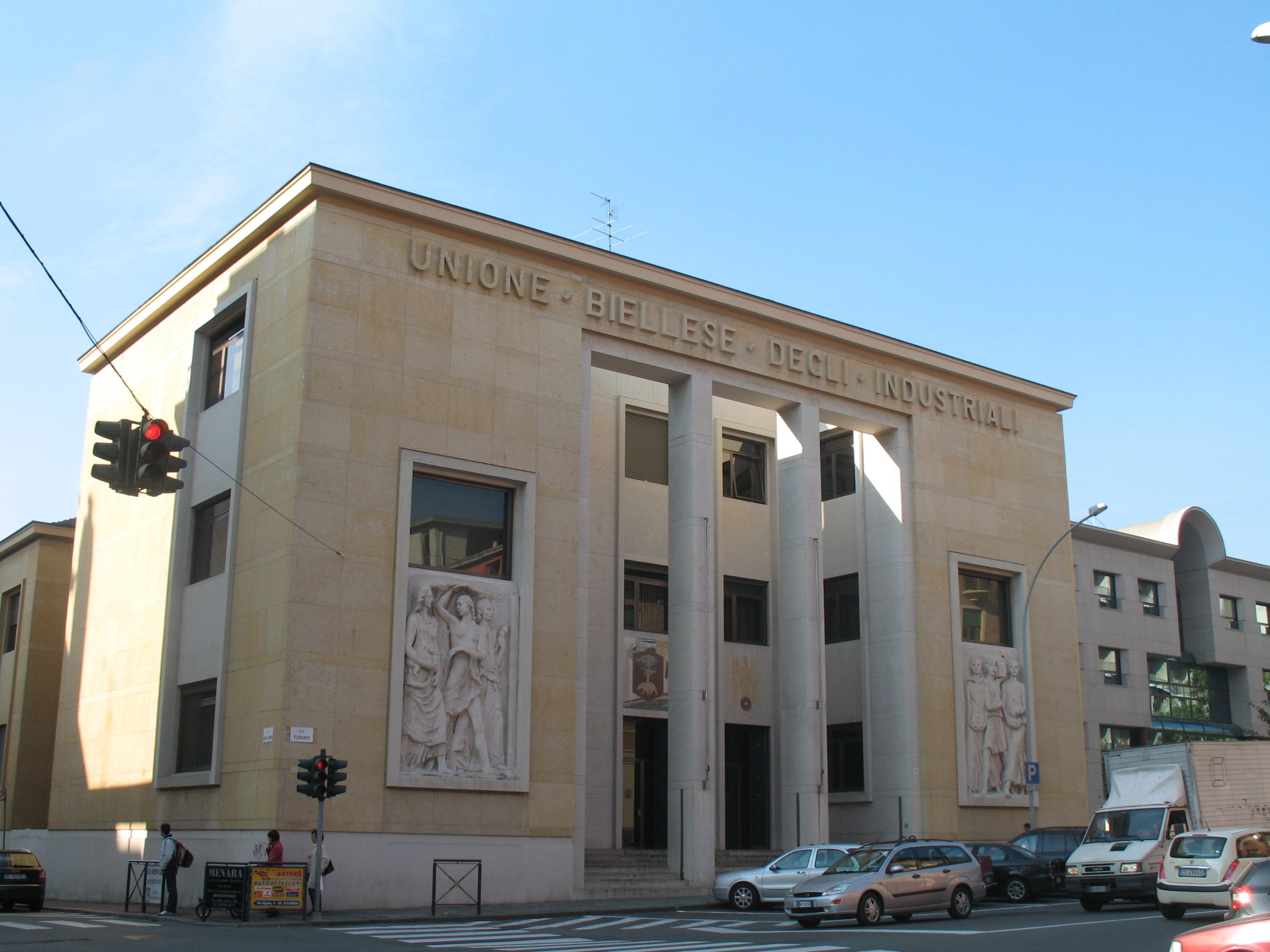
Il Palazzo dell'Unione Industriali in via Torino
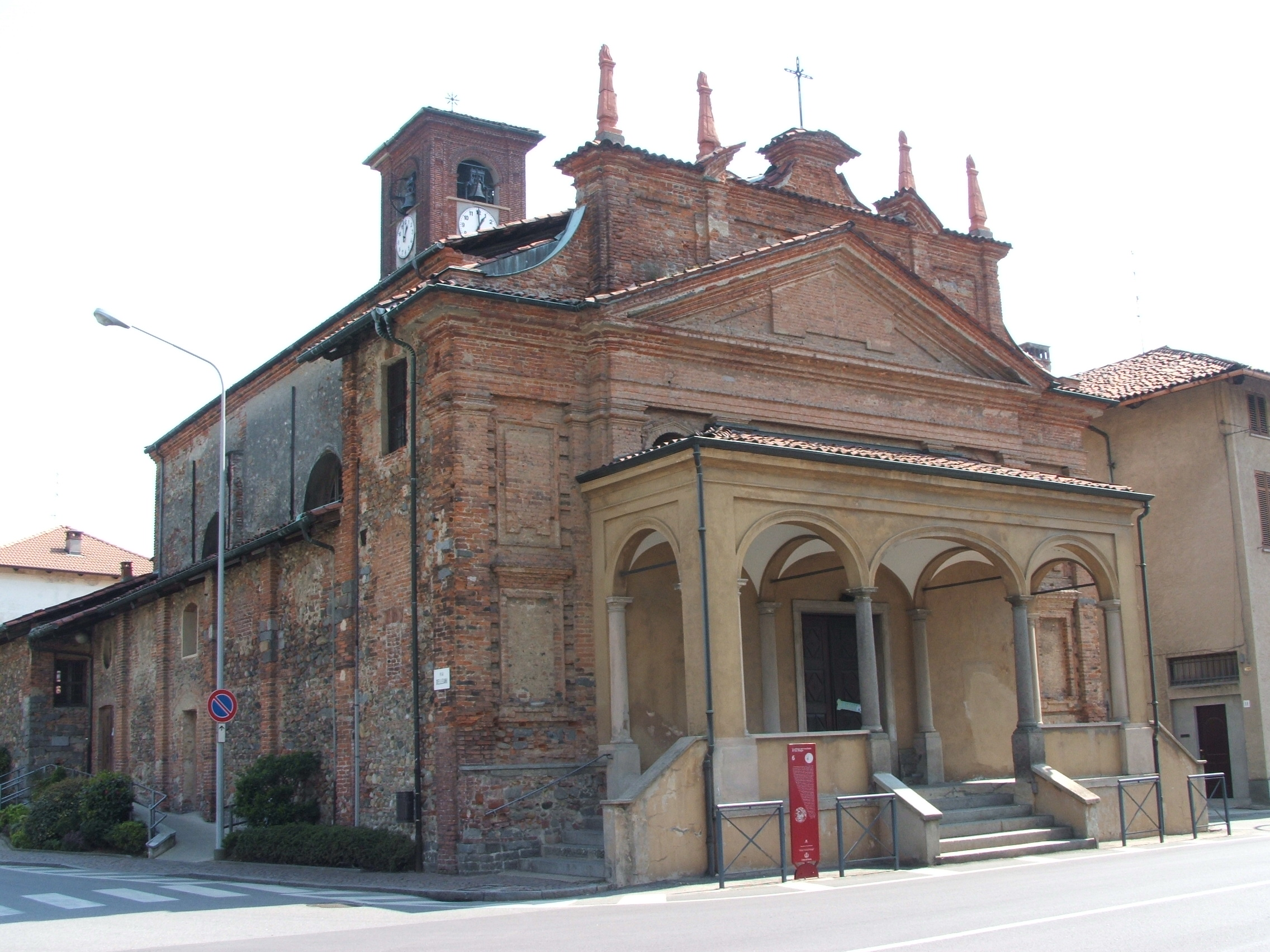
La chiesa di San Biagio nello storico quartiere del Vernato